# Vikarie
Eine Vikarie (älter auch Vicarie) ist eine rechtsfähige Stiftung des privaten Rechts mit Rechtspersönlichkeit. Sie ist ursprünglich eine mittelalterliche juristische Person nach kirchlichem und weltlichem Recht. Bereits seit der Reformationszeit sind es keine geistlichen Institutionen mehr. Sie erhielten meist eine andere Bestimmung und unterlagen nur noch dem Bürgerlichen Gesetzbuch, unterscheiden sich jedoch in ihrem Ursprung. Diese ältesten Rechtspersonen sind zum größten Teil Stipendien geworden und haben einen reichen und unterschiedlichen mittelalterlichen Hintergrund. Der Kollator hat das Ius patronatus und ist derjenige, der Stipendien vergibt. Es gibt jetzt noch immer Rechtspersonen, die das Wort Vikarie, Vikarei, Präbende, Kaplanei oder Benefizie in ihrem Namen tragen, von denen angenommen wird, dass sie aus dem Mittelalter stammen.

## Pfarrvikarie
Heutzutage versteht man auch unter einer Vikarie einen personal oder räumlich definierten Amts- und Seelsorgebereich, dem ein Vikar vorsteht. Andere Begriffe dafür sind Quasipfarrei, Expositur und Filialkirche. Die Pfarrvikarien besitzen nicht denselben Status wie eine kanonische Territorialpfarrei, sind dieser jedoch weitgehend gleichgestellt.

## Mittelalterlicher Hintergrund
Ursprünglich war die Vikarie im Mittelalter ein Benefizium ohne Seelsorge. Dies war ein gesondertes Vermögen, dessen Einnahmen für den Unterhalt des Priesters bestimmt waren (Vikar).
Religiöse Betreuung für das Seelenheil und Familienbewusstsein spielten eine wichtige Rolle bei der Gründung der Vikarien. Als Gegenleistung für die Einnahmen musste der Begünstigte (beneficant) während der Heiligen Messen in seinen Gebeten der Stifter gedenken und für deren Seelenheil beten. In Stiftungsbriefen wurden ihm oft auch noch andere Aufgaben auferlegt. 
Dieses Bedürfnis führte zur Bildung von Geldquellen, aus denen der Amtsträger seinen Lebensunterhalt begleichen konnte. Ungefähr ab dem 10. Jahrhundert entstand der Brauch, einem Geistlichen hierfür ein beneficium zu geben. Der gesellschaftliche Einfluss hiervon wuchs später, da stets mehr Güter in die Tote Hand kamen.
Die Einkünfte (Zinsen) dieser Rechtsperson avant la lettre kamen meist aus einem Grundstück, das für die Versorgung des Priesters geschenkt wurde. 
Die Einnahmen solch einer Vikarie wurden an und durch den Stifter oder dessen Nachfolger (ein Kollator) ausgewählten Vikars gegeben. Dieser wurde formell durch die geistliche Regierung (Bischof) in das geistliche Amt eingesetzt. Der Vikar war dann gesellschaftlich „Besitzer“ der Vikarie geworden. Er hatte die Pflicht, die Vikariegüter zu verwalten und konnte diese auch in Rechtsangelegenheiten vertreten. Juristisch erinnert diese Form an einen Trust im englischen Recht.

## Beispiele
- So stiftete z. B. Johannes van der Schuren sein Erbgut 1454 für die Katharinen-Vikarie zu Radevormwald.
- Die älteste Urkunde des Golzheimer Pfarrarchivs datiert vom 14. Juni 1495. Peter Bruwer van Golshem und seine Frau Fye (Sophia) stiften aus ihrem Vermögen in Golzheim eine erbliche Jahresrente. Diese beträgt zwölf Malter Roggen Dürener Maß und zwölf Pfennige für einen wöchentlichen göttlichen Dienst zweier Messen, eine Sonntags und eine Freitags, ferner zwei Pfund Wachs zu diesen Messen, welche ewiglich am Golzheimer St. Nikolaus Altar gehalten werden sollen. Verbunden mit der Stiftung ist die Einrichtung einer Vikarstelle, deren erster Inhaber der Sohn der Stifter werden soll. Emmerich Bruwer. Nach dessen Tod sollen die Brudermeister „der loevelicher broderschafft dere hochgeloeffter hilliger Jonfferen Marien … und des hilligen paiß sent Gregorius, eyn patrone dere kirchen zo Golshem“, die Wahl der Nachfolger übernehmen und die Durchführung der Stiftung beaufsichtigen. Bei der Wahl eines geeigneten Geistlichen sollen gebürtige Golzheimer den Vorzug vor anderen erhalten. Zum Pfand setzen die Stifter genau spezifizierte Stücke Ackerland im Golzheimer Felde. Die Vikarie sollte mehr als drei Jahrhunderte überdauern um immer wieder den geistlichen Nachwuchs aus Golzheim zu fördern.
- Durch bischöfliches Dekret vom 9. April 1585 wurde die St. Nikolauskirche zur Hauptkirche erhoben, mit Weimerskirch als Vikarie. Der gemeinsame Pfarrer musste bei St. Nikolaus residieren und sich in Weimerskirch durch einen Vicarius perpetuus vertreten lassen.

## Vikarie in Ordensgemeinschaften
Im Franziskanerorden bezeichnet Vikarie einen Zusammenschluss von Klöstern mit einer größeren Selbständigkeit als eine Kustodie, aber weniger Rechten als eine Ordensprovinz. Die Gliederungsebene wird von der Ordensleitung bestimmt. Eine Vikarie ist häufig die Vorstufe zu einer Provinz.